# Rumänische Eishockeyliga 1955/56
Die Saison 1955/56 war die 26. Spielzeit der rumänischen Eishockeyliga, der höchsten rumänischen Eishockeyspielklasse. Meister wurde zum insgesamt dritten Mal in der Vereinsgeschichte CCA Bukarest.

## Modus
In der Hauptrunde absolvierte jede der vier Mannschaften insgesamt sechs Spiele. Der Erstplatzierte der Hauptrunde wurde Meister. Für einen Sieg erhielt jede Mannschaft zwei Punkte, bei einem Unentschieden gab es ein Punkt und bei einer Niederlage null Punkte.

## Hauptrunde

### Tabelle
|    | Klub                   | Sp | S | U | N | T  | GT | Punkte |
| -- | ---------------------- | -- | - | - | - | -- | -- | ------ |
| 1. | CCA Bukarest           | 6  | 6 | 0 | 0 | 34 | 7  | 12     |
| 2. | Avântul Miercurea Ciuc | 6  | 4 | 0 | 2 | 42 | 8  | 8      |
| 3. | Știința Cluj           | 6  | 2 | 0 | 4 | 17 | 28 | 4      |
| 4. | Steagul Roșu Brașov    | 6  | 0 | 0 | 6 | 7  | 57 | 0      |

Sp = Spiele, S = Siege, U = Unentschieden, N = Niederlagen